# 丘奇馬尼
49°58′30″N 24°41′6″E / 49.97500°N 24.68500°E
丘奇馬尼（烏克蘭語：Чучмани），是烏克蘭西部的村莊，隸屬利維夫州的佐洛奇夫區。該村面積1.52平方公里，海拔高度221米，2001年人口297，人口密度每平方公里195.39人。